# Breaza
Breaza (rumænsk udtale: [ˈbre̯aza]) er en by i distriktet Prahova i Muntenien, Rumænien med  14.871 (2021) indbyggere. Byens centrum består af mindst to tidligere landsbyer, Podu Vadului og Breaza de Sus, som senere blev slået sammen. I dag er ti landsbyer administrativt set en del af byen: Breaza de Jos, Breaza de Sus, Frăsinet, Gura Beliei, Irimești, Nistorești, Podu Corbului, Podu Vadului, Surdești, og Valea Târsei. 

## Historie
Byen blev første gang dokumenteret i et dokument fra 1503, hvor en bestemt handelsmand fra Breaza, kaldet "Neagoe", blev omtalt. I 1622 blev Breazas jord delt mellem fire bojarer, og i 1717 gav den nye hersker af Valakiet, Nicolae Mavrocordat, godset Breaza til bojar Iordache Crețulescu. Landet blev opdelt ved landbrugsreformen i 1921, og i 1935 blev det erklæret kurby.